# Pierre Gaxotte
Pierre Gaxotte (* 19. November 1895 in Revigny-sur-Ornain, Département Meuse; † 21. November 1982 in Paris) war ein französischer Historiker und rechtskonservativer Journalist.

## Leben
Gaxotte war der Sohn eines Notars, besuchte das Lycée Henri IV in Paris und studierte ab 1917 Geschichte und Philosophie an der École normale supérieure. Nach dem Abschluss 1920 war er zunächst Gymnasiallehrer in Évreux und Paris, fand aber Zugang zu rechtsintellektuellen Kreisen über den Verleger Artème Fayard. Er wurde für drei Jahre Sekretär von Charles Maurras und ging in den Journalismus. 1924 bis 1940 war er Chefredakteur der Wochenzeitschrift Candide im Verlag von Fayard, schrieb für die Zeitschrift L'Action française von Charles Maurras und war außerdem Chefredakteur von Ric et Rac und von 1930 bis 1936 von Je suis Partout des Verlags Fayard. Gaxotte sympathisierte zwar mit der extremen Rechten, sah aber im Nationalsozialismus eine Bedrohung Frankreichs und entfremdete sich zunehmend von seinen Kollegen bei Je suis partout, wo er 1936 als Chefredakteur von Robert Brasillach abgelöst wurde. Während der deutschen Besatzung war er Anhänger von Marschall Pétain, lehnte aber eine Kollaboration ab. Nach dem Zweiten Weltkrieg schrieb er für Le Figaro und unterstützte die Nouvelle Droite.
Bekannt wurde er vor allem durch seine historischen Werke, insbesondere für seine kritische Geschichte der Französischen Revolution, die 1928 erstmals erschien. Gaxotte vertritt darin eher einen monarchistischen Standpunkt. Er schrieb auch Werke über Ludwig XIV., Ludwig XV. (den er zu rehabilitieren versucht), Friedrich den Großen sowie eine französische und eine deutsche Geschichte. Letztere beginnt mit dem Satz: Die Geschichte Deutschlands ist die eines unglücklichen Volkes. Er vertritt die These, die Deutschen hätten sich im Zustand nationaler Zerrissenheit besser gestellt und der Versuch ihrer nationalen Einigung habe nur Unglück über Europa gebracht. In Frankreich war das 1963 erschienene Buch ein Bestseller.
Gaxotte wurde 1953 Mitglied der Académie française. 2007 wurde ein Historiker-Preis nach ihm benannt.

## Schriften
- Die Französische Revolution, Lübbe 1985 (Nymphenburger Verlagshandlung 1949)
  - französisches Original: La Révolution française, Fayard 1928; überarbeitete und verbesserte Ausgabe: Fayard, Paris 1962.
- Ludwig der XV und sein Jahrhundert, Nymphenburger Verlagshandlung 1954 (französisches Original: Le Siècle de Louis XV, Paris, Fayard, 1933)
- Ludwig XIV. Frankreichs Aufstieg in Europa, Lübbe 1982 (und Nymphenburger Verlagshandlung 1951)
- Louis XIV, Paris, Flammarion, 1974
- La France de Louis XIV, Hachette 1946
- Friedrich der Große, Ullstein 1986, 1997 (Propyläen Verlag 1973, französisches Original Frédéric II, Paris, Fayard 1938)
- Frédéric II, roi de Prusse, Paris, A. Michel 1967
- Histoire de France, Paris, Hachette 1960
- Histoire des Francais, 2 Bände, Flammarion 1951, 1970 (Bd.1 La nuit de temps, Bd.2 La marche de l’ouest)
- Geschichte Deutschlands und der Deutschen, 2 Bände, Rombach Verlag, Freiburg im Breisgau 1965, 1967 (Übersetzer und Bearbeiter Carl Rothe, französisches Original Histoire de l’Allemagne, Flammarion 1963, 1985)
- Naissance de l’Allemagne, R. Cayla 1948
- Le nouvel igénu: histoire véritable, Fayard 1972
- Apogée et chute de la royauté, Paris, J. Tallandier, 6 Bände 1973, 1980 (Bd. 1 1661–1682, Bd. 2 1682–1715, Bd. 3 1715–1750, Bd. 4 1750–1774, Bd. 5 1774–1789, Bd. 6 1789–1799)
- L’Académie française, Paris, Hachette 1965
- Versailles que j’aime, 1958
- Mon village et moi, Paris, Flammarion 1968
- Thèmes et variations, Fayard 1957 (Neuauflage als Aujourd’hui 1965)
- La Marquise et moi, Editions du Rocher, Monaco, Paris 1986
- La purgatoire, Fayard 1982
- La France en face de l’Allemagne, articles, formules et réflexions, Fayard 1940
- Paris au XVIIIe siècle, Paris, Arthaud, 1968, 1982
- Les autres et moi, Paris, Flammarion, 1975
- Le blasphème du professeur Piton, Paris, Fayard, 1977